# Лаго-Анджитола
Лаго-Анджитола (итал. Lago Angitola) — водохранилище в итальянской провинции Вабо-Валентия, регион Калабрия. Имеет площадь 1,96 км². Объём воды — 25,6 млн м³. Лежит на высоте 44 м над уровнем моря.
В окрестностях водохранилища выпадает 1200 мм осадков в год. Среднегодовая температура колеблется в пределах от 16 до 20 °C, летом достигая 28 °C.

## Происхождение

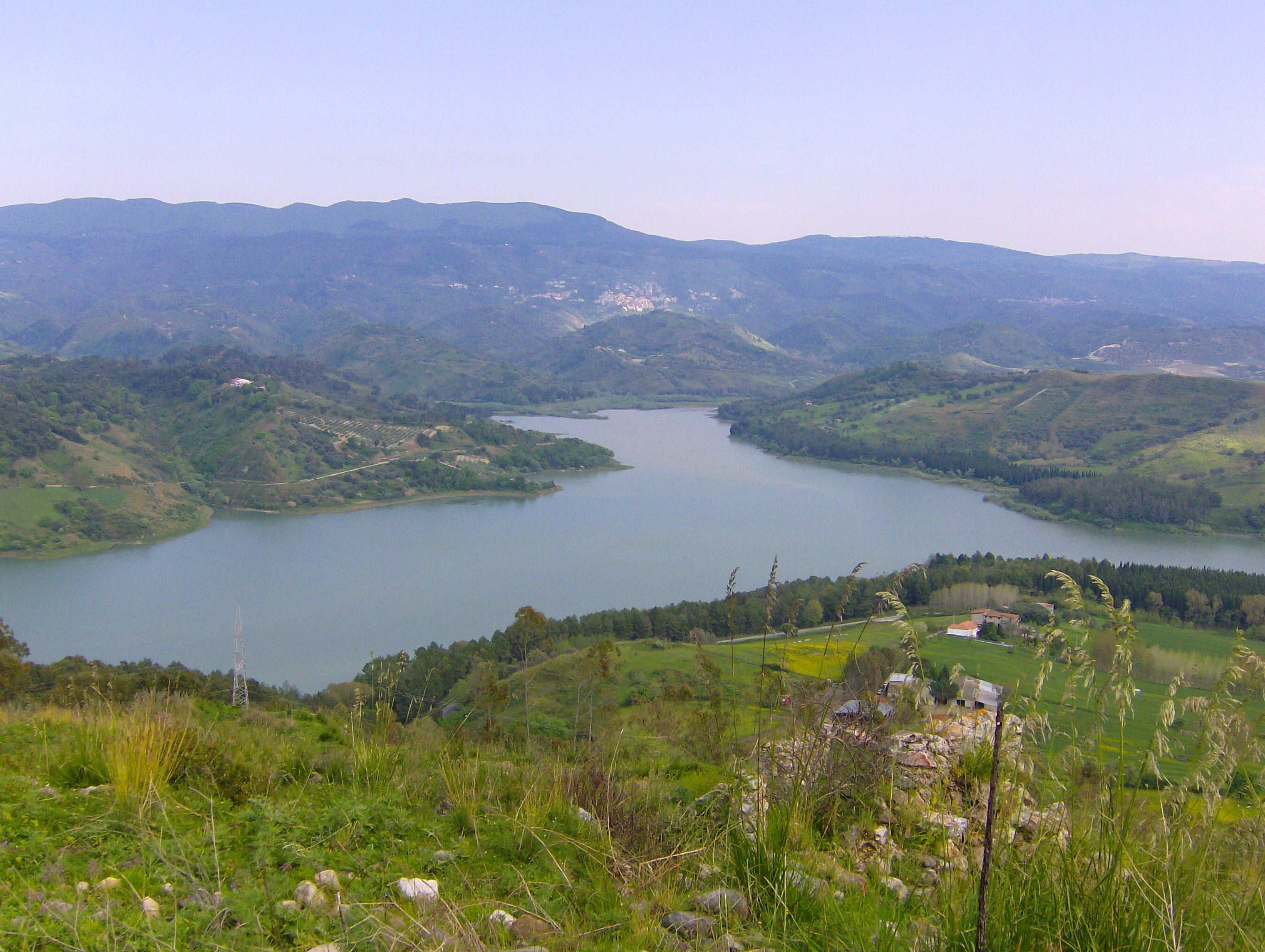
Река Анджитола

Водохранилище образовалось в 1966 году после перекрытия реки Анджитола ниже впадения реки Рескья.

## Охраняемая территория
В 1975 году озеро водохранилище передано в управление представительству Всемирного фонда дикой природы в Калабрии. Территория озера, хотя и не примыкает к нему, находится в пределах регионального природного парка Серр.
Кроме того, водохранилище Анджитола и окружающая территория являются участками общественного интереса, признанными Министерством окружающей среды.

## Флора и фауна
Вокруг водохранилища растут оливковые рощи и маквис. На берегах встречается: рогоз, эвкалипта и пробкового дуба.
В районе водохранилища обитает множество видов птиц, в том числе: большая белая цапля, серая цапля, большой баклан, цапля, кряква и т. д..